# 素人名人会
『素人名人会』（しろうとめいじんかい）は、1955年から1958年まで毎日放送ラジオで、1960年から2002年まで毎日放送テレビで放送された一般参加型の公開放送による演芸番組である。テレビの方は、当初はモノクロ放送だったが、1970年4月12日からカラー放送となった。音声はラジオ・テレビ共にモノラル放送。

## 概要
「新日本放送（NJB）」時代の1955年10月5日よりラジオ放送を開始し、1958年11月26日まで続いた。ラジオでは毎週水曜日の19時30分 - 20時00分に放送されていた。阪急百貨店うめだ本店の屋上に当時あったラジオスタジオでの公開放送だった。
毎日放送開局翌年の1960年5月8日にテレビ番組として復活し、2002年3月17日まで放送された。テレビでは主に日曜日に放送されていた（放送時間の詳細な変更歴については後述）。
テレビ放送になってからはうめだ花月劇場が放送会場となった（一時期は月に1回の割合で京都花月劇場を使うこともあった）が、1990年3月末にうめだ花月が一時閉館するのに伴い、放送会場はなんばグランド花月へ移った。
司会はラジオ時代からテレビ時代初期にかけ、漫談家の西条凡児が担当していたが、1970年に不祥事を起こしたことから降板。代わって漫才コンビ「横山やすし・西川きよし」が起用されたが、程なくして横山やすしがタクシー運転手殴打事件を起こし、長期間謹慎の身になったことでわずか3か月で降板。以降、西川きよしが最終回まで単独で司会を務めた（後述の事情による番組欠席時を除く）。やすしの降板が引き金となったことできよし独自のタレント性が発揮され、次第にきよしは単独で各局の人気番組を担当するに至った。なお、やすしは後年、審査員の1人として当番組に復帰している。
1999年頃から、特番の頻発（主にJNN系列のゴルフ中継、プロ野球中継等）に加え、司会のきよしが参議院議員として多忙になったことから、毎週でなく2週おきの放送になった。
しかし視聴率は下落傾向で平均6.6％であったことから、2000年10月の放送分からは、放送時間を日曜昼から16時に変更のほか、大幅なリニューアルを敢行。セットや字幕スーパーを中心とした美術の一新が行われたほか、司会者以外のレギュラー出演者も一新された。月亭八方を審査委員長とし、レギュラー制であった審査員はメンバーを常時入れ替えることにした。吉本興業からゲスト出演者を招いたり、司会と審査員の会話にアドリブの要素を増やすなどバラエティー色を強めた。
2002年3月17日の最終回スペシャルをもって、ラジオでの開始から46年半、テレビでの開始から42年の歴史に幕を閉じた。その時点では日本のテレビ演芸番組（公開収録形式）における放送期間の最長記録であったが、2009年に『笑点』（日本テレビ系）が更新した。レギュラー放送終了後、テレビの特別番組で3回「復活版」が実施されている（後述）。
本番組で培われたコンセプトは後に『たけしのお笑いサドンデス』（TBS系）等に受け継がれた。
本番組終了後の日曜16時枠は『MBSサンデースペシャル』。

## ルール
毎回厳しい予選をクリアした10組程度（後期は8組程度）の一般人が出場し、歌謡曲、漫才、落語、日本舞踊、長唄・小唄・端唄、民謡、マジックなど幅広いジャンルの芸を披露。各出場者のパフォーマンスが終了するごとに賞金3万円の「名人賞」の可否が判定される。
合否判定は『NHKのど自慢』でも使用されているチューブラーベルを鳴らすことで行われる。名人賞の場合は11音（ドシラソ・ドシラソ・ドミレ）のあと、ファンファーレが演奏され、バックのタイトルロゴが点滅する（この演出パターンはオープニングの際にも演奏されていた）。名人賞でない場合は6音（ドミレ・ドミレ）もしくは3音（ド・ミ・レ）が鳴らされる。
事前募集だけでなく、会場の観客から選ばれる「飛び入り出演」もある。
エンディングで全出場者が集められ、名人賞受賞者の中から1名がその週のチャンピオンに当たる「審査員賞」に選出される。また、名人賞でない者も含む全出演者の中から「敢闘賞」が贈られる。

## 出演者

### 司会者
- 西条凡児
  - 1955年10月 - 1958年11月（ラジオ）、1960年5月 - 1970年9月（テレビ）
- 横山やすし・西川きよし
  - 1970年10月 - 1970年12月
- 西川きよし
  - 1970年12月 - 2002年3月

代理司会
- 浜村淳 - 1986年、1992年、1998年のきよしの選挙活動中のみ

歴代の司会者はハンドマイクは使わず、スタンドマイクで進行した。出場者へのインタビューでは、出場者の顔の高さに合わせて、スタンドマイクを斜めに傾けるという配慮が見られた。

### 審査員
落語・漫才
- 3代目林家染丸
- 3代目桂米朝
- 3代目桂小文枝 → 5代目桂文枝
- 横山やすし
- 月亭八方

歌謡曲
- 大久保怜
- 中沢寿士
- 笠置シヅ子
- なかにし礼

舞踊
- 花柳芳兵衛
- 山村楽正
- 西川鯉矢

小唄
- 柏貞子
- 小西延女
- 春日とよ子

民謡
- 京極利則

奇術
- 松旭斎滉洋
- 一陽斎蝶一
- ジョニー広瀬

### 演奏
- ごもくめし、片山千賀
- ヘレンズ（2000年4月 - 終了まで）

### アシスタント
- 鈴木ひろ子
- 和田元江
- 福岡はづき
- 月亭八光

## 放送時間
ラジオ
- 毎週水曜日 19時30分 - 20時00分

テレビ
- 1960年5月8日から1975年3月30日まで
  - 毎週日曜日 13時15分 - 14時00分

- 1975年4月から2000年3月まで
  - 毎週日曜日 16時30分 - 17時30分
1983年6月から1985年3月までの間、JNN系列各局では当時間帯にTBS制作のアニメ番組が放送されていたが、MBSでは毎週土曜17時30分枠で先行放送されていた。

- 2000年4月から2002年3月17日（最終回）まで
  - 毎週日曜日 16時00分 - 17時00分
『JNNニュースの森』『JNN報道特集』の放送時間変更に伴うもの。

## ネット局
日曜13時15分から14時までの放送であった時期、当時MBSが属していたANN系列各局でも放送された。名古屋テレビなどでは、東京のNETテレビ（現・テレビ朝日）が同時刻に放送していた『日曜演芸会』ではなくこの番組を同時ネットしていた。
MBSがJNN系列に移行した1975年4月1日以降は各局でネット受け局の移行や放送時間変更がみられた。
遅れネットの事例としては、広島県の中国放送が1977年時点で土曜12:00 - 12:40に放送していた（その後打ち切り。NET系時代の広島県での放送状況は不明）。

## エピソード

### 「コマーシャル」
CM入り前にカメラを向けられた出場者が、手のひらを回転させるようにカメラ方向に差し出しながら「コマーシャルッ!」と言うのがお決まりであった。このフレーズは番組の代名詞として定着し、当時これを見て育った関西出身のタレントがバラエティ番組などでマネをすることがある。なお、出場者の大半は「全国の皆さん、コマーシャルッ！」と言っていたが、JNNや（腸捻転ネット解消前の）ANNのそれぞれの一部の局がネットしていただけで全国ネットで放送されたことはない。

### スターへの登竜門
本番組出場経験者で、のちにプロの演芸界・芸能界で活動するに至った人物が多くいる。そのため「スターへの登竜門」とみなされた。
- 演芸・お笑い - 6代桂文枝（7回出場）、笑福亭鶴光、Mr.マリック、オール阪神・巨人（巨人は初出場で名人賞、阪神は6回出場）、桂南光、海原千里・万里（千里はのちの上沼恵美子）、宮川花子、やすえ・やすよ（やすえはのちの未知やすえ。名人賞を獲得）、ダウンタウン、COWCOW、山口智充、友近
- 歌 - 川中美幸、夏川りみ、神野美伽、坂本冬美、多岐川舞子、奥井雅美
- その他タレント - はるな愛（1982年に10歳で名人賞を獲得）、大沢あかね

なお、出場に値する一般人が集まらなかった時には、吉本総合芸能学院（NSC）の研修生が駆り出されていた（ダウンタウンはNSC在学中の出演で、これがテレビデビューである）。

### 復活版
2010年12月10日から23日まで大阪新歌舞伎座で行われた「よしもと祭 西川きよし劇団旗揚げ公演」において、『バラエティーショー「素人名人会」新歌舞伎座スペシャル』として復活。バンドも、レギュラー版に長らく出演していた「ごもくめし」が担当した。この模様はMBSテレビで、2011年1月8日15時24分より「西川きよし劇団 旗揚げ公演記念スペシャル 帰ってきた素人名人会」として関西ローカルで放送された。
きよしの芸能生活50周年に当たる2013年9月14日13時54分 - 14時54分には、「西川きよし芸能生活50周年記念 お出かけ!素人名人会」が関西ローカルで放送された。きよしの母校・大阪市立市岡小学校で収録され、オール阪神・岩崎宏美・未知やすえが審査員を務めた。本編のほかきよし・陣内智則・市川義一（女と男）による同小学校近辺（きよしの実家跡地など）でのロケ映像や、上沼恵美子、オール阪神・巨人、大沢あかね、友近がレギュラー版に出演した時のVTR、坂本冬美、Mr.マリック、はるな愛のビデオレターなどのコーナー企画が設けられた。この復活版には、ナレーターに友近、ロケ出演および収録の伴奏者として「ごもくめし」のピアノ奏者・番野公夫が起用された。
2024年3月30日、『前代未聞!芸能生活60周年 西川きよしのスター爆笑大作戦!モーレツ!!パンチDE名人会』と題して、『スター爆笑Q&A』（読売テレビ制作）や『モーレツ!!しごき教室』（毎日放送制作）との合同で読売テレビにて復活特番が放送された。

### その他
- 末期の番組プロデューサーは、MBSアナウンサーの青木和雄が務めていた。